# Šebetov
Šebetov är en ort i Tjeckien.   Den ligger i regionen Södra Mähren, i den östra delen av landet, 180 km öster om huvudstaden Prag. Šebetov ligger 401 meter över havet och antalet invånare är 911.
Terrängen runt Šebetov är platt västerut, men österut är den kuperad. Runt Šebetov är det ganska tätbefolkat, med 78 invånare per kvadratkilometer. Närmaste större samhälle är Velké Opatovice, 7,4 km norr om Šebetov. I omgivningarna runt Šebetov växer i huvudsak blandskog.